# کیکا (کانال تلویزیونی)
کیکا یا به انگلیسی(Kika)یک کانال تلویزیونی آزاد به هوا در آلمان می باشد که دفتر مرکزی آن در ارفورت آلمان قرار دارد.این کانال مشغول به پخش برنامه های کودکان و نوجوانان می پردازد واین شبکه زیر زد د اف و آ.ار.د اداره می شود به طور کلی بیشترین مخاطبان این کانال را افراد ۳ تا ۱۳ سال تشکیل می دهند

## نگارخانه

1. 1 2  «Tabaluga Startseite». web.archive.org. ۲۰۰۴-۰۹-۱۳. بایگانی‌شده از اصلی در ۱۳ سپتامبر ۲۰۰۴. دریافت‌شده در ۲۰۱۹-۰۹-۱۷.
2. ↑  «ZDF Jahrbuch 2006 - Fernsehpreise und Auszeichnungen». www.zdf-jahrbuch.de. دریافت‌شده در ۲۰۱۹-۰۹-۱۷.
3. ↑  «KiKA + deine Online-Mediathek». web.archive.org. 2013-10-24. بایگانی‌شده از اصلی در ۲۴ اكتبر ۲۰۱۳. دریافت‌شده در 2019-09-17. تاریخ وارد شده در |archive-date= را بررسی کنید (کمک)
4. ↑  "ZDFmediathek". www.zdf.de (به آلمانی). Retrieved 2019-09-17.[پیوند مرده]
5. ↑  «Polizeischutz für Paar nach KiKA-Doku | hessenschau.de | Panorama». web.archive.org. ۲۰۱۸-۰۳-۱۵. بایگانی‌شده از اصلی در ۱۵ مارس ۲۰۱۸. دریافت‌شده در ۲۰۱۹-۰۹-۱۷.
6. ↑  "ARD und ZDF planen KIKA bis 23:00 Uhr auszustrahlen : Topnews" (به آلمانی). Retrieved 2019-09-17.
7. ↑  «Kommission zur Ermittlung der Konzentration im Medienbereich – Wikipedia». de.m.wikipedia.org. دریافت‌شده در ۲۰۱۹-۰۹-۱۷.
8. ↑  "Frisches Design mit neuen Funktionen: Der Relaunch von kika.de / Neu konzipierte Homepage des Kinderkanals von ARD und ZDF geht am 12. November online". presseportal.de (به آلمانی). Retrieved 2019-09-17.
9. ↑  «Wayback Machine». web.archive.org. ۲۰۱۱-۰۱-۰۶. بایگانی‌شده از اصلی در ۶ ژانویه ۲۰۱۱. دریافت‌شده در ۲۰۱۹-۰۹-۱۷.
10. ↑  "Kinderverblödung auf KI.KA". hpd.de (به آلمانی). Retrieved 2019-09-17.
11. ↑  «Liste des chaînes de télévision en Allemagne — Wikipédia». fr.m.wikipedia.org. دریافت‌شده در ۲۰۱۹-۰۹-۱۷.
12. ↑  «KiKA von ARD und ZDF». YouTube. دریافت‌شده در ۲۰۱۹-۰۹-۱۷.
13. ↑  «KiKA - MusicBrainz». musicbrainz.org. بایگانی‌شده از اصلی در ۱ نوامبر ۲۰۲۲. دریافت‌شده در ۲۰۱۹-۰۹-۱۷.